# Hönggerberg

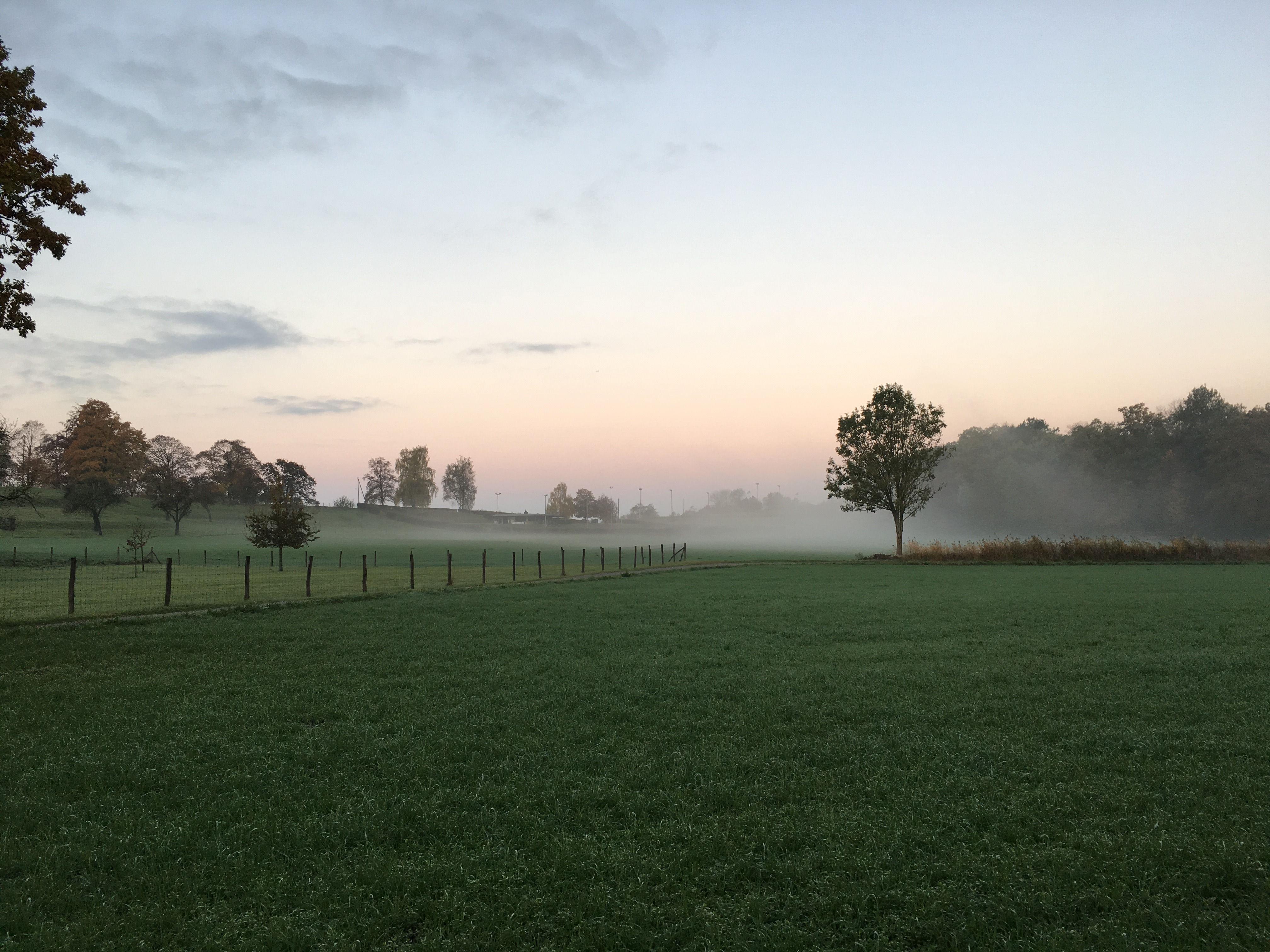
Herbstlicher Morgennebel am Hönggerberg bei der Allmend

Der Hönggerberg ist eine Erhebung in der Stadt Zürich, die westlich des Höhenplateaus (520 m ü. M.) des ETH-Campus beginnt und bis ins Wohnquartier Rütihof reicht. Der höchste Punkt (541 m ü. M.) liegt im sogenannten Bergholz. Zusammen mit dem östlich angrenzenden Käferberg (571 m ü. M.) sowie dessen Nebengipfel Waidberg (582 m ü. M.) bildet der Hönggerberg einen Hügelzug der Stadt Zürich und ist einer ihrer Hausberge. Im Westen grenzt er an den Gubrist (615 m ü. M.), der aber bereits ausserhalb der Stadtgrenzen liegt. Der grösste Teil des Hönggerberges liegt im Stadtquartier Höngg. Lediglich einige Waldstreifen am nördlichen Hang sind Teil des Quartiers Affoltern.

## Nutzung
Das Gebiet des Hönggerbergs ist überwiegend bewaldet (sogenannter Hönggerwald) und zählt zur Freihalte- und Erholungszone. Am Südhang grenzen der Friedhof Hönggerberg, die Sportanlage Hönggerberg, das Naturschutzgebiet Ruggernweg und der Schiessplatz Hönggerberg samt dem dazugehörigen Schützenhaus an den Waldrand. Am südöstlichen Ende des Hönggerbergs befindet sich neben einem landwirtschaftlichen Betrieb samt dazugehörigen Nutzflächen der Findlingsgarten Kappenbühl. Die dort ausgestellten Findlinge wurden während der letzten Eiszeit durch den Linth-Gletscher aus den Alpen nach Höngg transportiert.
Der Hönggerwald stellt ein wichtiges Naherholungsgebiet für die Stadtbevölkerung dar. Nebst Wanderwegen, die bis zum weiter westlich gelegenen Altberg führen, bieten sich für sportlich Interessierte verschiedene Laufstrecken an. Grosser Beliebtheit erfreut sicher Hönggerberg auch bei Mountainbikern, die ihn u. a. nutzen, um via Gubrist zum bekannten Biketrail auf dem Altberg zu gelangen. Im Hönggerberg entspringen der Holderbach, der Bombach sowie der Mittelwaldbach. Letzterer speist mit dem Kappeliholzweiher sowie dem noch namenlosen, an der Mittelwaldstrasse gelegenen Weiher die beiden einzigen stehenden Gewässer auf dem Hönggerberg. Die forstwirtschaftliche Nutzung orientiert sich an einem multifunktionalen und naturnahen Waldbau. Ein grosser Teil des Waldes wird nach den Prinzipien des Dauerwaldes bewirtschaftet. Ferner findet sich auf einer kleinen Fläche die historische Betriebsform des Mittelwaldes. Diese war bis Anfang des 20. Jahrhunderts die vorherrschende Bewirtschaftungsform auf dem Hönggerberg. Einzelne eher am Bergfuss gelegene Hänge an der Südseite werden auch heute noch für den Rebbau genutzt.

## Geschichte

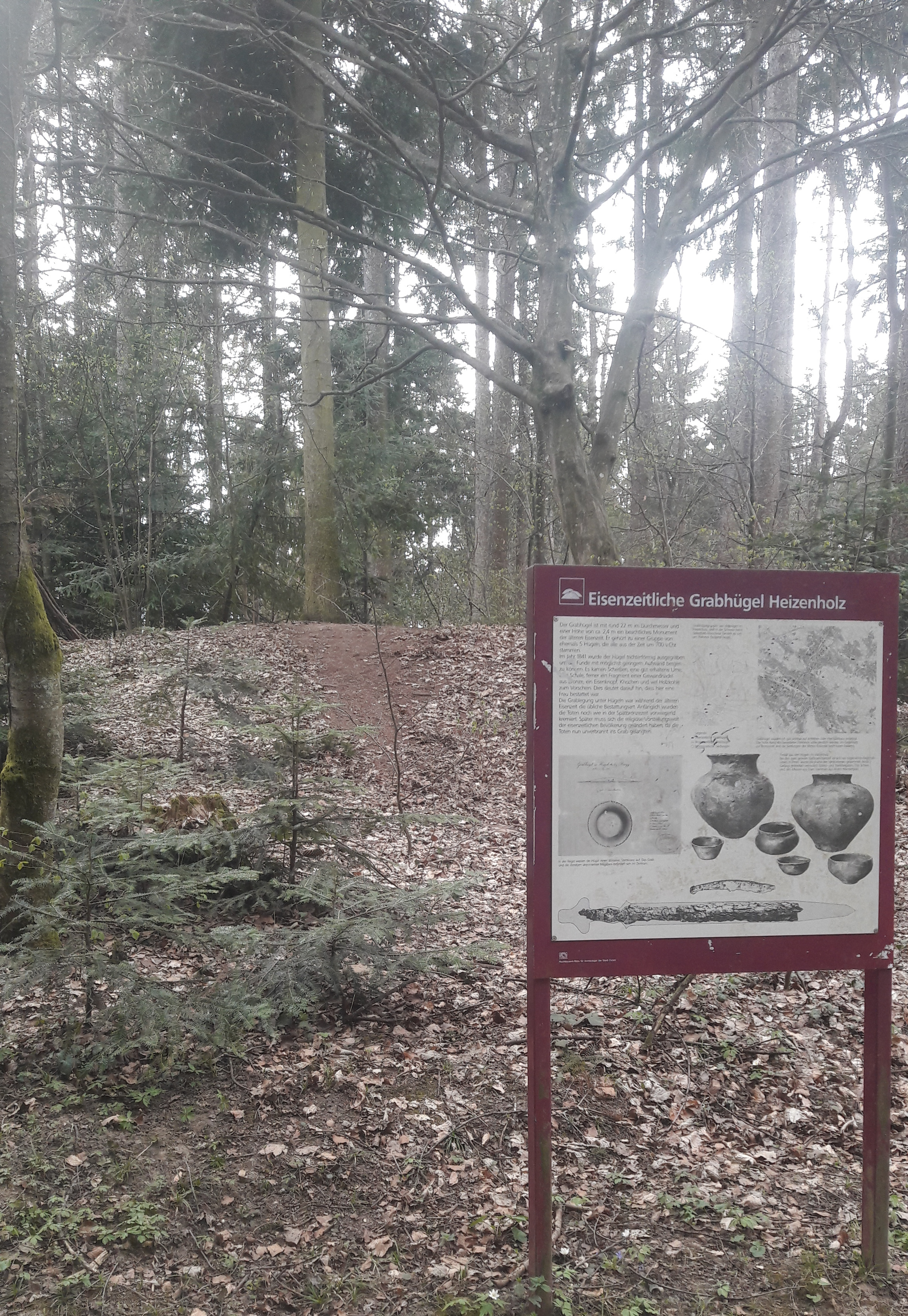
Grabhügel Heizenholz

Am westlichen Ende des Hönggerwaldes finden sich die Überreste und die Informationstafel des eisenzeitlichen Grabhügels Heizenholz, der aus der Zeit um 700 v. Chr. stammt. 1841 wurde der Grabhügel trichterförmig ausgegraben. Es ist davon auszugehen, dass sich alemannische Einwanderer in der Region des heutigen Hönggs zwischen 500 n. Chr. und 700 n. Chr. erstmals dauerhaft niedergelassen haben. Inwiefern sie im Rahmen der von ihnen betriebenen landwirtschaftlichen Tätigkeit in Form von Ackerbau und Viehzucht auch das Gebiet des Hönggerbergs nutzten, lässt sich nicht mehr zweifelsfrei feststellen. Fest steht jedoch, dass die sonnigen Südhänge des Hönggerbergs spätestens ab 1300 n. Chr. dem Anbau von Weinreben dienten. Seit dem 1. Januar 1934 gehört die Gemeinde Höngg und damit auch der Hönggerberg zur Stadt Zürich.
Während des Zweiten Weltkrieges wurden grosse Waldflächen gerodet und mit Kartoffeln bepflanzt um im Rahmen der sogenannten Anbauschlacht die Lebensmittelversorgung der Bevölkerung sicherzustellen.
Im Jahr 2007 erhielt der Mordfall Hönggerberg eine hohe mediale Resonanz.

## Verkehrserschliessung

### Öffentlicher Verkehr
Der Hönggerberg wird primär durch die Buslinien 80 und 69 der VBZ via ETH-Hönggerberg erschlossen. Für Angehörige der ETH steht zudem noch der ETH-Shuttlebus zur Verfügung. Die Buslinien 89 und 485 ermöglichen wiederum den Zugang via Westen bzw. Südwesten. Der Friedhof Hönggerberg und das Schützenhaus liegen am nordwestlichen Ende der Buslinie 38. Die Tramlinie 13 und die Trolleybuslinie 46 bedienen den unteren Hügelbereich von Höngg bis Frankental und Rütihof. Vor dem Hintergrund, dass insbesondere die ETH-Hönggerberg konstant wächst und überdies auch eine stärkere Anbindung des ebenfalls stark im Wachstum begriffenen Stadtteils Zürich-Nord angestrebt wird, drängts sich eine zusätzliche Erschliessung auf. Erwogen wird unter anderem eine Verlängerung der Sihltal-Zürich-Uetlibergbahn.

### Individualverkehr
Über den Sattel bei der „Science City“ führt eine gut ausgebaute Strassenverbindung (Emil-Klöti-Strasse) vom südlich gelegene Quartier Höngg ins nördlich liegende Quartier Affoltern, Die Hungerbergstrasse stellt eine weitere Nord-Süd-Verbindung dar. Da sie teilweise als Waldweg konzipiert ist, ist ihre Nutzung mit motorisierten Fahrzeugen im betreffenden Streckenabschnitt nicht gestattet.

## Flora

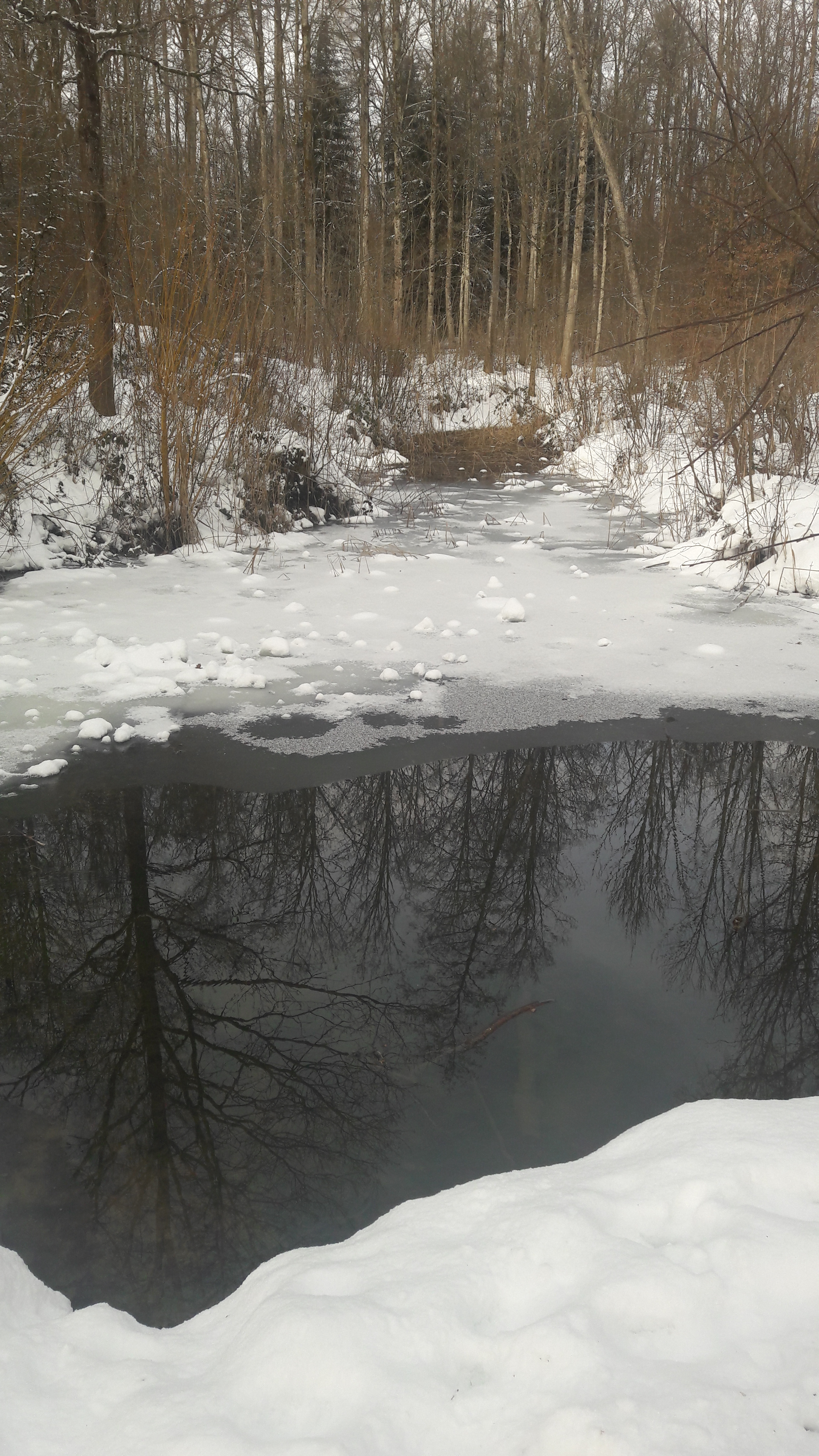
Kappeliholzweiher in Höngg

Die Bewaldung auf dem Hönggerberg wird dem Laubmischwald zugerechnet, der zu zwei Drittel aus Laubbäumen besteht. Im Zuge der Klimaerwärmung wird jedoch erwartet, dass vermehrt trockenheitstolerantere Baumarten wie beispielsweise Zerreiche, Weisstanne, Douglasie, Lärche, Traubeneiche, Stieleiche, und Elsbeere Verbreitung finden. Aus diesem Grund sowie als Reaktion auf den zunehmenden Borkenkäferbefall erfolge im Jahr 2023 die Pflanzung eines Hains von 30 Edelkastanien. Im Rahmen eines 2020 geschaffenen, rund 150 Hektaren umfassenden Waldlabors wurde als Experiment zum besseren Verständnis der ökologischen Ansprüche verschiedener Baumarten eine Pflanzung angelegt. Ein weiteres Projekt stellt das sogenannte Arboretum dar, das als Artensammlung für Gehölzpflanzen fungiert.

## Fauna
Rund 20 Rehe, eine Rotte Wildschweine, Mäuse, Füchse, Igel, Fledermäuse, Kröten, Frösche sowie zahlreiche Vogel- und Insektenarten leben im Hönggerwald. Ferner hielt sich mindestens ein Goldschakal nachweislich wiederholt im Hönggerwald auf.
Die Wälder der Stadt Zürich sind als Wildschongebiet ausgewiesen und die jagdliche Nutzung und Regulierung wird durch die Wildhut ausgeübt.